# 國務資政 (新加坡)
國務資政（SM）為新加坡内阁的職位，職位持有人都是前總理、副總理。

## 職位起源
1985年，時任新加坡副總理拉惹勒南離任，獲授予總理公署高級部長（Senior Minister）的職務。開國總理李光耀1990年辭任總理後，亦出任同職；1997年職位改稱「內閣資政」，但英語仍為Senior Minister，李續擔此職直至2004年。
2004年吳作棟辭任總理，轉任國務資政（Senior Minister），亦本職；李光耀則改任內閣資政（Minister Mentor），至今只有李光耀曾擔任内阁资政。2009年賈古瑪離任副總理一職，跟吳作棟同任本職。2011年新加坡大選後，李光耀辭去內閣資政一職，吳作棟、賈古瑪二人同時退任。
直至2019年4月，原副总理尚达曼、张志贤離任，後獲任为國務資政，任期於5月1日開始。
2023年7月7日，尚达曼离任国务资政一职，以竞选总统，并于9月1日当选，同月14日就任。
2024年4月，時任總理李顯龍宣佈將於同年5月15日卸任，由黃循財接任，本人則會轉任國務資政。
2025年新加坡大选后，张志贤离任国务资政一职。

## 歷任國務資政
| 总理公署高级部长（1985年至1997年） |  |                |               |            |
| 拉惹勒南                           |  | 1985年1月2日   | 1988年9月13日 | 人民行动党 |
| 職位空缺（1988年至1990年）         |  |                |               |            |
| 李光耀                             |  | 1990年11月28日 | 1997年        | 人民行动党 |
| 内阁资政（1997年至2004年）         |  |                |               |            |
| 李光耀                             |  | 1997年         | 2004年8月12日 | 人民行动党 |
| 国务资政（2004年至今）             |  |                |               |            |
| 吴作栋                             |  | 2004年8月12日  | 2011年5月21日 | 人民行动党 |
| 贾古玛                             |  | 2009年4月1日   | 2011年5月21日 | 人民行动党 |
| 職位空缺（2011年至2019年）         |  |                |               |            |
| 尚达曼                             |  | 2019年5月1日   | 2023年7月7日  | 人民行动党 |
| 张志贤                             |  | 2019年5月1日   | 2025年5月22日 | 人民行动党 |
| 李显龙                             |  | 2024年5月15日  | 现任          | 人民行动党 |